# Tote Du Crow
Tote Du Crow, né en 1858 à Watsonville (Californie) et mort le 12 décembre 1927 (état-civil à préciser), est un acteur américain (parfois crédité Tote du Crow).

## Biographie
D'origine amérindienne, Tote Du Crow contribue au cinéma à trente-sept films américains muets (y compris des courts métrages), les trois premiers sortis en 1915 (ex. : The Celestial Code de Raoul Walsh, avec Irene Hunt et George Walsh).
Il reste connu pour avoir le premier personnifié Bernardo à l'écran, dans Le Signe de Zorro de Fred Niblo et Theodore Reed (1920) puis Don X, fils de Zorro de Donald Crisp (1925), aux côtés de Douglas Fairbanks interprétant Zorro.
Mentionnons également le western — il en tourne plusieurs — The Fighting Gringo de Fred Kelsey (1917, avec Harry Carey et Claire Du Brey), The Pride of Palomar de Frank Borzage (1922, avec Forrest Stanley et Marjorie Daw) et Le Voleur de Bagdad de Raoul Walsh (1924, avec Douglas Fairbanks et Julanne Johnston).
Son dernier film est The Blue Streak de Noel M. Smith (avec Richard Talmadge et Louise Lorraine), sorti en 1926. Il meurt l'année suivante (1927), à 69 ans.

## Filmographie partielle
(CM = court métrage)
- 1915 : The Headliners de Fred Kelsey (CM) : le père de Béatrice
- 1915 : The Celestial Code de Raoul Walsh (CM) : Garcia
- 1916 : L'Américain (The Americano) de John Emerson : Alberto de Castille
- 1916 : In the Dead o' Night de Douglas Gerrard (CM) : Peters
- 1917 : The Fighting Gringo de Fred Kelsey : Enrique
- 1918 : Rimrock Jones (en) de Donald Crisp : Juan Soto
- 1918 : The Ghost Flower de Frank Borzage : Ercolano
- 1918 : The Treasure of the Sea de Frank Reicher : Manuel
- 1920 : Le Signe de Zorro (The Mark of Zorro) de Fred Niblo et Theodore Reed : Bernardo
- 1920 : Moon Riders (en) de B. Reeves Eason et Theodore Wharton (serial) : le chef indien Warpee
- 1921 : Man of the Forest (en) d'Howard C. Hickman : « Lone Wolf »
- 1922 : Caught Bluffing (en) de Lambert Hillyer : le guide indien
- 1922 : Le Dernier des Don Farel (The Pride of Palomar) de Frank Borzage : Pablo
- 1922 : La Colère des dieux (en) (The Vermilion Pencil) de Norman Dawn : « Le Chacal »
- 1923 : Thundergate de Joseph De Grasse : Yuen Kai
- 1924 : Le Voleur de Bagdad (The Thief of Bagdad) de Raoul Walsh : le devin
- 1924 : Le Petit Robinson Crusoë (Little Robinson Crusoe) d'Edward F. Cline : le sorcier des Ugandi
- 1925 : Le Ranch des fantômes (en) (Spook Ranch) d'Edward Laemmle : Navarro
- 1925 : Women and Gold de James P. Hogan : Ricardo
- 1925 : Don X, fils de Zorro (Don Q Son of Zorro) de Donald Crisp : Bernardo
- 1925 : The Saddle Hawk d'Edward Sedgwick : Vasquez
- 1925 : The Prairie Pirate d'Edmund Mortimer : José
- 1926 : The Blue Streak (en) de Noel M. Smith : Pedro

## Galerie photos

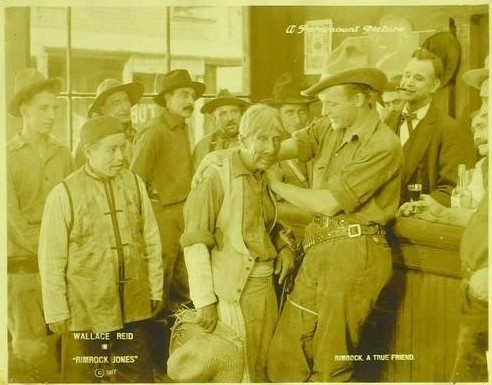
Au centre, dans Rimrock Jones (en) (1918), avec Wallace Reid le tenant
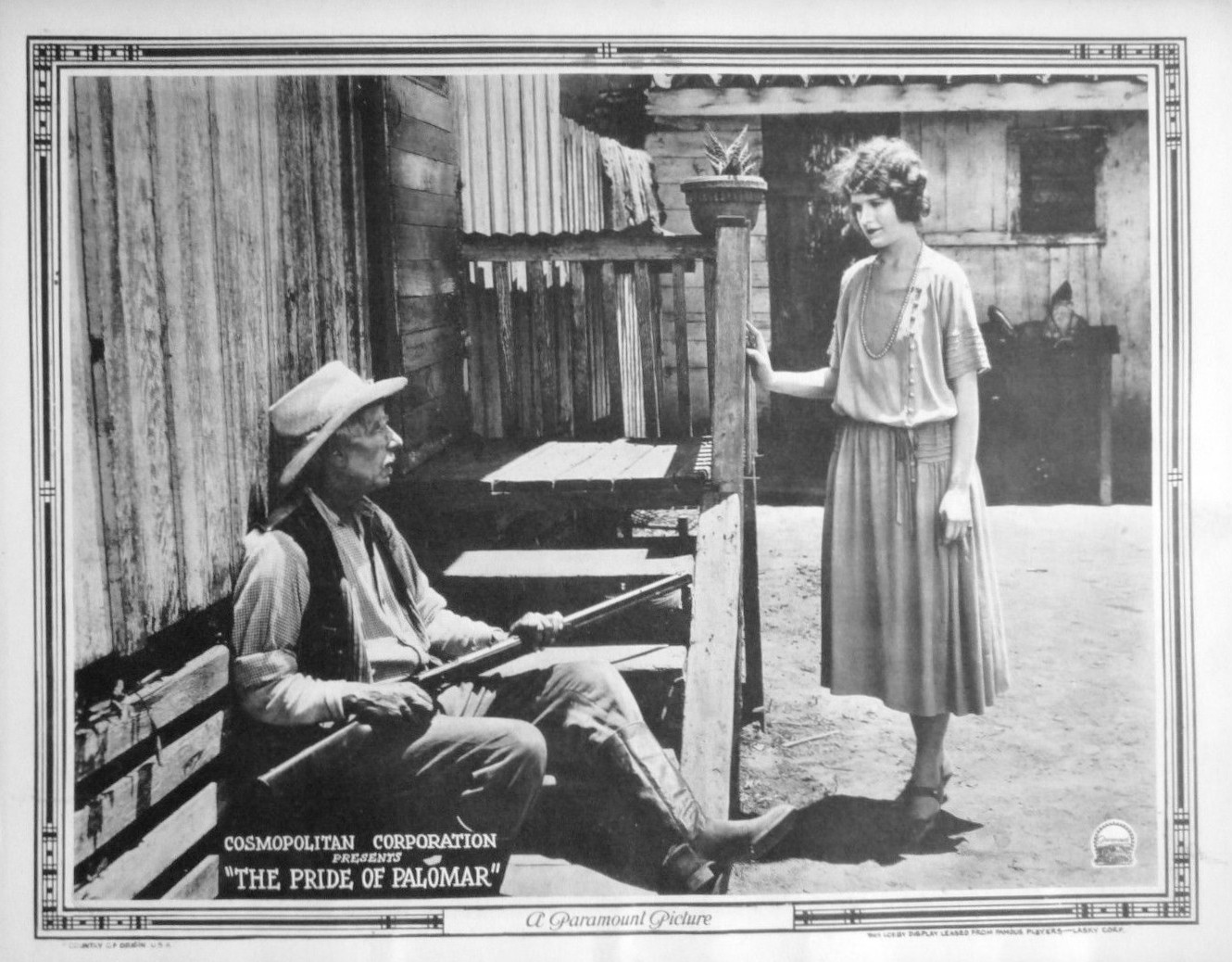
Dans The Pride of Palomar (1922), avec Marjorie Daw
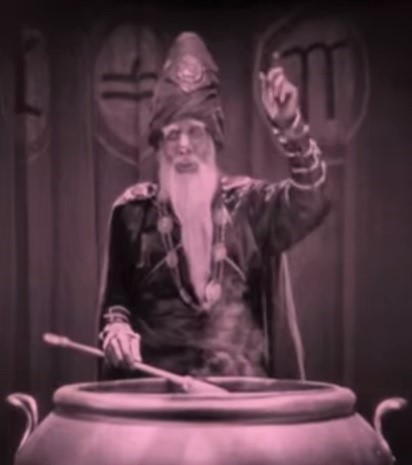
Dans Le Voleur de Bagdad (1924)
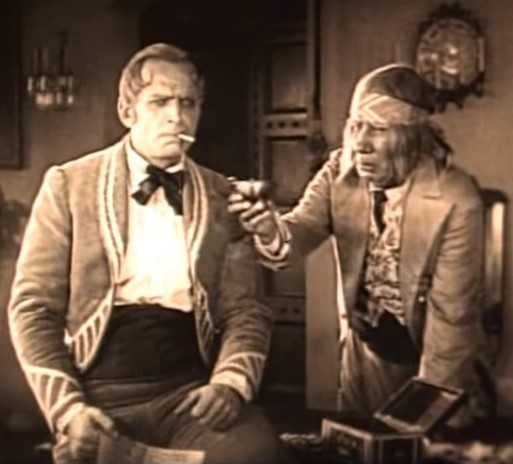
Dans Don X, fils de Zorro (1925), avec Douglas Fairbanks (à g.)